# Ван Паттен, Грейс
Грейс Ван Паттен (род. 21 ноября 1996, Нью-Йорк, США) — американская актриса, известная своей ролью Люси Олбрайт в сериале Hulu «Скажи мне ложь». Она снялась в фильмах «Бродяги» (2016), «Центральный парк» (2017), «Хорошая осанка» (2019), «Жестокое сердце» (2020) и «Первое мая» (2021).

## Биография
Ван Паттен выросла в районе Нью-Йорка – Трайбеке. Она училась в Средней школе имени Фиорелло Ла Гуардиа. Грейс Ван Паттен является старшей дочерью режиссёра и продюсера Тима Ван Паттена и племянницей актёра Дика Ван Паттена. Её двоюродной сестрой является актриса Талия Болсам – дочь её тёти Джойс Ван Паттен.
Она не поступила в Университет Южной Калифорнии, вместо этого предпочитая пройти прослушивание в Нью-Йорке и посещать занятия по психологии и философии в местном колледже, однако она решила отложить и курсы, когда Ван Паттен устроилась на работу во время учебного года.

## Фильмография
| Год  |   | Русское название                    | Оригинальное название             | Роль             |
| ---- | - | ----------------------------------- | --------------------------------- | ---------------- |
| 2006 | с | Клан Сопрано                        | The Sopranos                      | Элли Понтекорво  |
| 2013 | с | Закон и порядок: Специальный корпус | Law & Order: Special Victims Unit | Джоди Ланье      |
| 2014 | с | Подпольная империя                  | Boardwalk Empire                  | Рут Линдси       |
| 2015 | ф | Кража автомобилей                   | Stealing Cars                     | Мэгги Вятт       |
| 2016 | ф | Бродяги                             | Tramps                            | Элли             |
| 2017 | ф | Центральный парк                    | Central Park                      | Лейла            |
| 2017 | ф | Истории семьи Майровиц              | The Meyerowitz Stories            | Элиза Мейеровиц  |
| 2017 | ф | Свадьба Уайльда                     | The Wilde Wedding                 | Маккензи Дарлинг |
| 2018 | ф | Под Сильвер-Лэйк                    | Under the Silver Lake             | девушка из шаров |
| 2018 | с | Маньяк                              | Maniac                            | Оливия Медоуз    |
| 2019 | ф | Хорошая осанка                      | Good Posture                      | Лилиан           |
| 2020 | ф | Жестокое сердце                     | The Violent Heart                 | Кэсси            |
| 2021 | ф | Сигнал бедствия                     | Mayday                            | Ана              |
| 2021 | с | Девять совсем незнакомых людей      | Nine Perfect Strangers            | Зои              |
| 2022 | с | Скажи мне ложь                      | Tell Me Lies                      | Люси Олбрайт     |